# Emmanuelle Pagano
Emmanuelle Pagano pseudonimo di Emmanuelle Salasc (Aveyron, 15 settembre 1969) è una scrittrice francese, nota anche come Emma Schaak.

## Biografia
Emmanuelle Salasc ha esordito come scrittrice nel 2002 con il romanzo Pour être chez moi, utilizzando lo pseudonimo di Emma Schaak. Nel 2004 pubblica Pas devant les gens con il più famoso e durevole pseudonimo di Emmanuelle Pagano. 
Si fa notare nel 2005 con Le Tiroir à cheveux, vincitore del Prix TSR du roman, attribuito dalla Télévision Suisse Romande. In seguito pubblica Gli adolescenti trogloditi (vincitore del Premio letterario dell'Unione europea e del Prix Rhône-Alpes de l'adaptation cinématographique) e Les Mains gamines (al quale vanno il Prix Wepler e il Prix Rhône-Alpes du Livre.
Negli anni seguenti pubblica con regolarità numerose opere, sia individuali, sia in collaborazione. Altri riconoscimenti le giungono nel 2018 con il Prix du Roman d'Écologie per Sauf riverains, e nel 2019 con il Prix littéraire des Grands Espaces - Maurice Dousset per Serez-vous des nôtres.
Nel 2021 pubblica con il suo vero nome (Emmanuelle Salasc) il romanzo Hors-Gel.
Emmanuelle Pagano è una delle scrittrici che aderiscono alla Maison des écrivains et de la littérature di Parigi.

## Opere

### Narrativa
Pseudonimo Emma Schaak,
- Pour être chez moi, éditions du Rouergue, 2002

Pseudonimo Emmanuelle Pagano
- Pas devant les gens, Éditions de La Martinière, 2004.
- Le Tiroir à cheveux, POL éditeur, 2005.
- Les Adolescents troglodytes, P.O.L., 2007.
  - Gli adolescenti trogloditi, Roma, L'orma editore, 2020, traduzione di Camilla Diez, ISBN 9788831312042.
- Les Mains gamines, P.O.L., 2008.
- L'Absence d'oiseaux d'eau, P.O.L., 2010.
  - L'assenza degli uccelli acquatici, Firenze, Berbès, 2010, traduzione di Tommaso Gurrieri, ISBN 978-88-6294-182-2.
- Nouons-nous, P.O.L., 2013.
- En cheveux, éd. Invenit, 2014.
- La Trilogie des rives :
  - première partie, Lignes & Fils, P.O.L, 2015
  - deuxième partie, Sauf riverains, P.O.L, 2017.
  - troisième partie, Serez-vous des nôtres?, P.O.L., 2018.

Novelle e testi brevi
- Le Guide automatique, Librairie Olympique, 2008.
- Toucher terre, à propos de Jacques Dupin, Publie.net, 2008.
- La Décommande, JRP-Ringier, coll. «Hapax Series», 2011.
- Un renard à mains nues, raccolta di novelle, P.O.L., 2012.
  - Una volpe a mani nude, traduzione di Camilla Diez, L'Orma, Roma 2022

Come Emmanuelle Salasc
- Hors-Gel, P.O.L., 2021.

### Collaborazioni
- Le Travail de mourir, novella, fotografie di Claude Rouyer, éd. Les Inaperçus, 2013.
- Ligne 12, illustrazione di Marion Fayolle, Le Square éditeur, coll. «Carnets de lignes», 2014.

### Opere collettive
- Sacha Lenoir, Capricci éditions, 2011.
- Jahreszeiten der französischen Küche, éditions Wagenbach, 2013.
- Des nouvelles du monde, Les Nouvelles Éditions Loubatières, 2013.
- Du souffle dans les mots. Trente écrivains s'engagent pour le climat, éditions Arthaud, 2015.
- Leurs contes de Perrault, éditions Belfond, 2015.

## Cinema
- L'Envol des samares, in collaborazione con Cédric Baud, 2014.

## Premi e riconoscimenti
- 2005: Prix TSR du roman per Le Tiroir à cheveux[3]
- 2008: Prix Wepler per Les Mains gamines[3]
- 2009: Prix Rhône-Alpes du Livre per Les Mains gamines[4]
- 2009: Prix Rhône-Alpes de l'adaptation cinématographique per Les Adolescents troglodytes[4].
- 2009: Prix de littérature de l'Union européenne per Les Adolescents troglodytes[5]
- 2018: Prix du Roman d'Écologie[6] per Sauf riverains
- 2019: Prix littéraire des Grands Espaces - Maurice Dousset per Serez-vous des nôtres?[7]